# Prakytovci
Prakytovci (Archaeoceti) představují parafyletickou skupinu vyhynulých primitivních kytovců. Poprvé se objevili v raném eocénu, asi před 56 miliony let, a žili až do oligocénu, končícího před 23 miliony let. Představují radiaci nejstarších známých kytovců a zahrnují první obojživelné předky obou moderních skupin kytovců, ozubených i kosticovců. K jejich počáteční diverzifikaci došlo v mělkých vodách, které oddělovaly Indii a Asii, v období před asi 53 až 45 miliony let. Vzešlo z toho asi třicet druhů plně adaptovaných na život v oceánu. Jak schopnost echolokace, tak možnost filtrace potravy se vyvinuly před 36 až 35 miliony lety.
Fosilie z období Ypresian (před 56–47,8 miliony lety) a Lutetian (před 47,8–41,3 miliony lety) jsou známy až na výjimky z oblasti Indo-Pákistánu, mladší rody z období Bartonian (před 41,3-38,0 miliony lety) a Priabonian (před 38,0-33,9 miliony lety) měly nicméně globální distribuci, včetně Severní Ameriky, Egypta, Nového Zélandu a Evropy. Prakytovci dosáhli Severní Ameriky pravděpodobně skrze pobřežní vody Tethydy a dále podél pobřeží Evropy a Grónska.